# Mlynská dolina
Mlynská dolina (deutsch Mühltal) ist sowohl der Name eines Tals in den Kleinen Karpaten in der slowakischen Hauptstadt Bratislava als auch eines Stadtviertels des Stadtteils Karlova Ves, das an das untere Tal vom Westen angrenzt. Das Tal ist benannt nach den neun Mühlen, die die Wasserkraft des Flüsschens Vydrica (deutsch Weidritz) nutzten und bis ins 19. Jahrhundert in Betrieb waren. Das obere Ende des Tals ist die Erholungsstätte Železná studnička (deutsch Eisenbrünnl) im Waldpark Bratislava.

## Wichtige Objekte

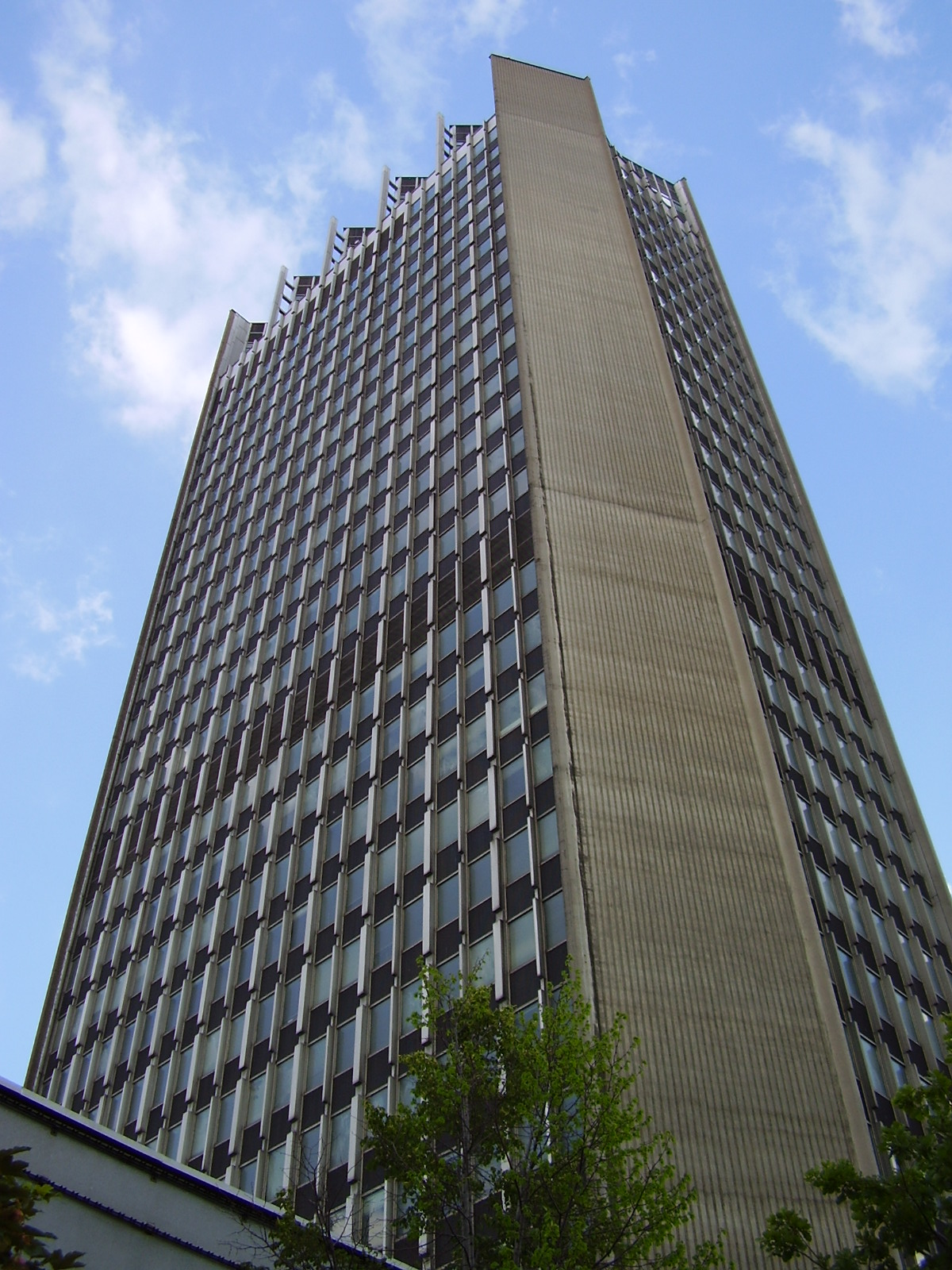
Das Hochhaus des Slowakischen Fernsehens in Mlynská dolina

Im unteren Teil der Mlynská dolina befindet sich der Hauptsitz des Slowakischen Fernsehens (STV), heute organisatorisch Teil des RTVS, dessen Gebäude aus dem Jahr 1975 seinerzeit das höchste in der ganzen Tschechoslowakei war. Gleich nebenan liegt der Friedhof Slávičie údolie, einer der größten Friedhöfe Bratislavas.
Des Weiteren haben zwei Fakultäten der Slowakischen Technischen Universität - Fakultät für Elektrotechnik und Informationstechnik und Fakultät für Informatik und Informationstechnik - ihren Sitz hier, ebenso wie die Naturwissenschaftliche Fakultät und die Fakultät für Mathematik, Physik und Informatik der Comenius-Universität. Dazu stehen dort zwei Studentenwohnheimkomplexe der Comenius-Universität sowie ein Studentenheim für die Slowakische Technische Universität.
In Mlynská dolina befindet sich neben dem Gebäude des STV der Zoologische Garten Bratislava sowie das Teilstück der Autobahn D2 (E 65)
zwischen dem Sitina-Tunnel im Norden und der Lafranconi-Brücke, mit zwei Anschlussstellen (61 und 63). Die städtische Straße Mlynská dolina verläuft parallel zur Autobahn und verbindet die Kreuzung Patrónka mit dem Donauufer.

## Geschichtliches

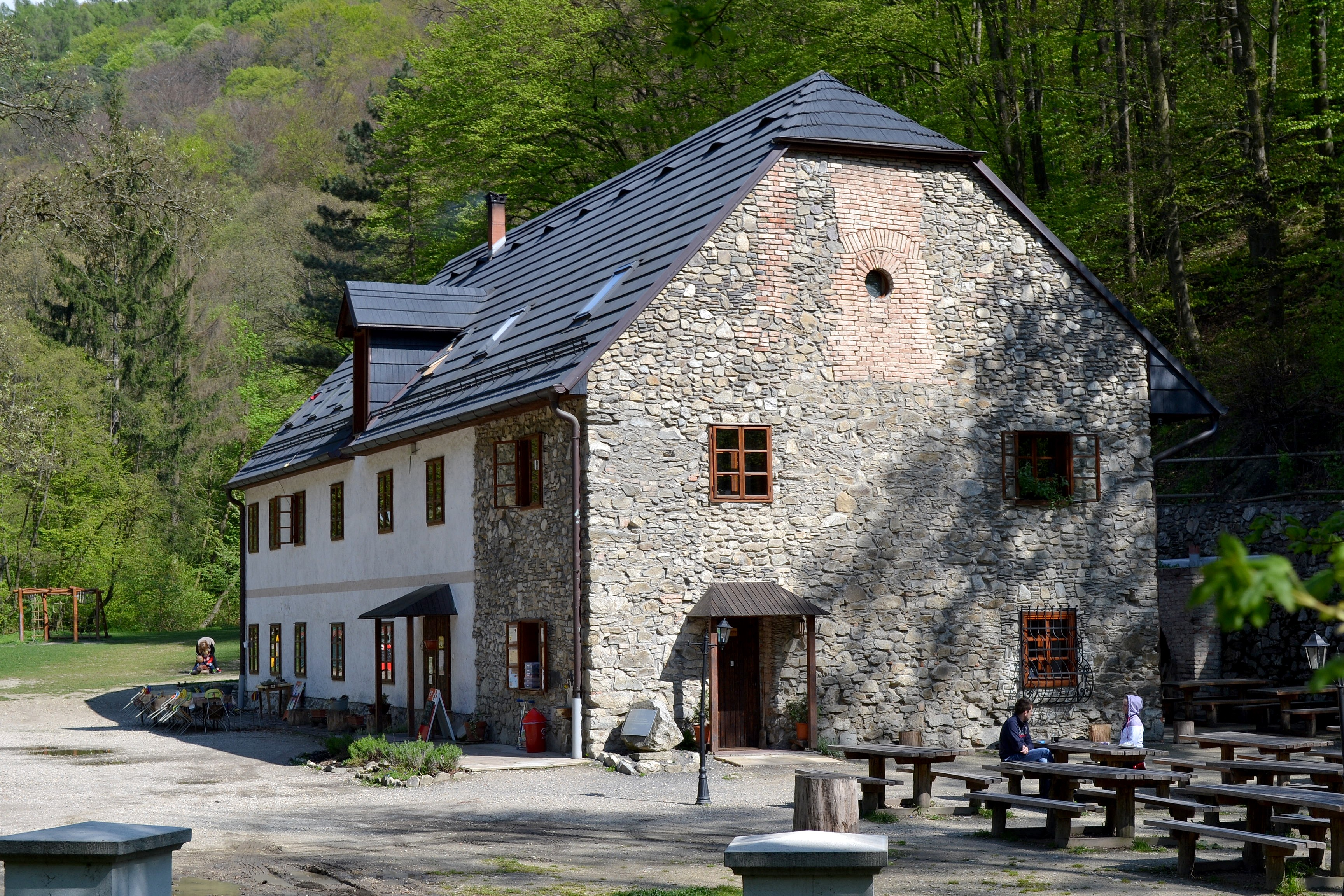
Die 8. Landmühle nach dem Umbau

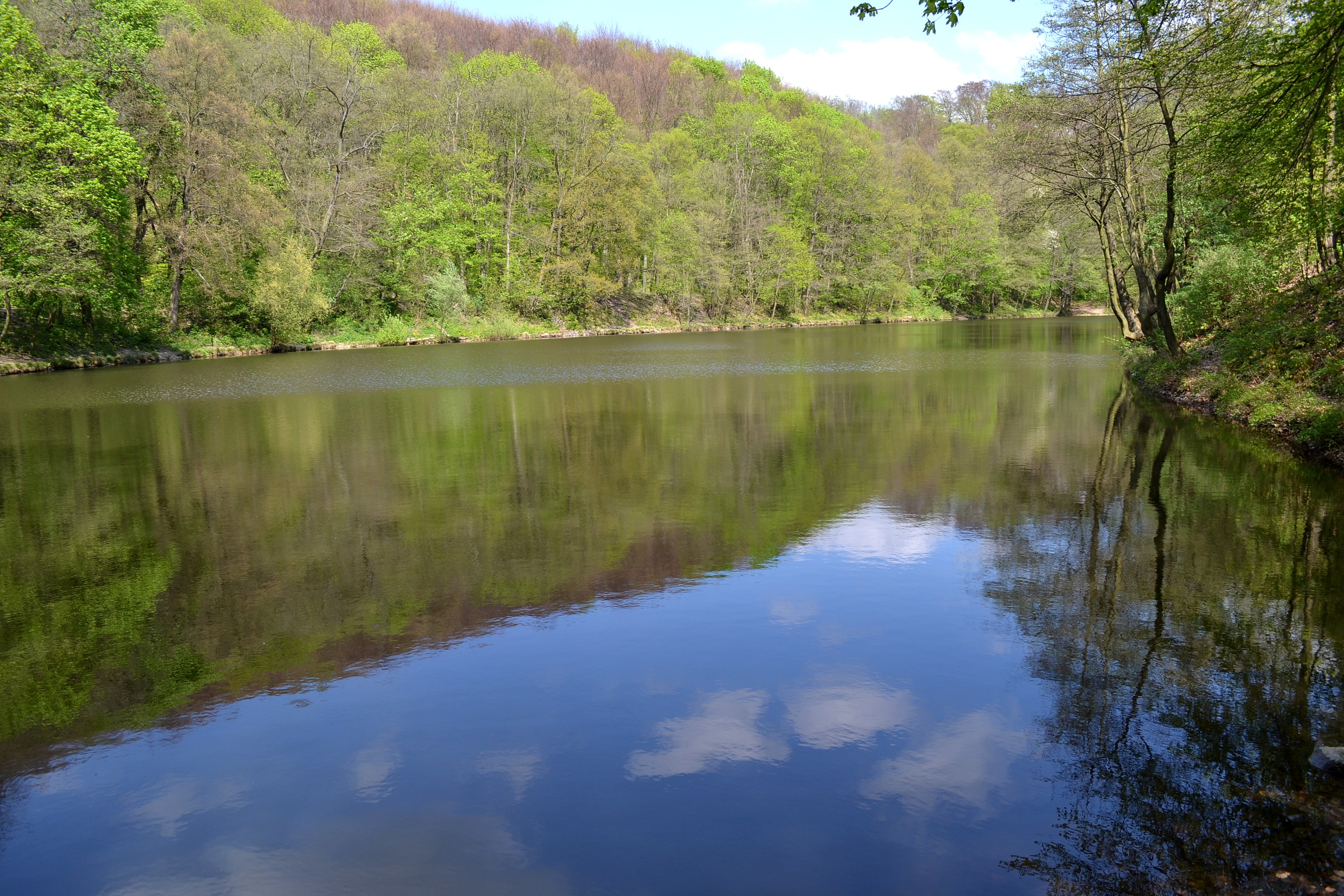
Der 2. Teich in Mlynská dolina

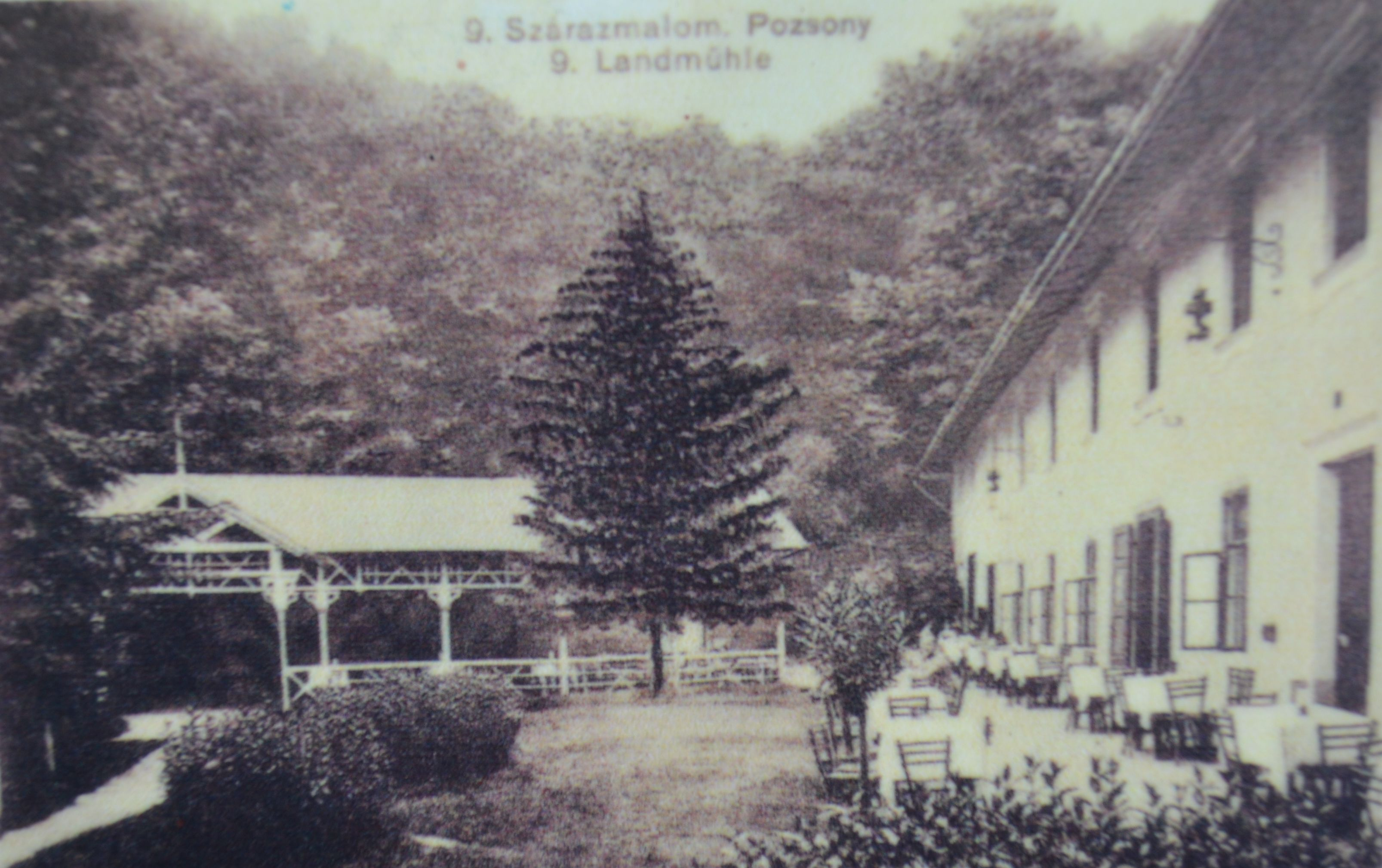
Historische Aufnahme der 9. Landmühle, 1904

Die erste schriftliche Erwähnung der Mühlen stammt aus dem Jahr 1288, als damaliger Pressburger Richter Jakob in einer Donationsurkunde von Ladislaus IV. das Land „zwischen den zwei Weidritzen“ (im lateinischen Original inter duos fluuios Wydriche) erhielt, mit dem Verweis auf die Wiederbelebung des nach dem Mongolensturm 1241/42 liegenden Brachlands mit Weingärten, Mühlen, Dörfern sowie reichlicher Nutzung örtlicher Wälder.
Ein Dokument aus dem Jahr 1374 erwähnt eine Mühle an der Vydrica als molendium in fluvio Wedrich, 1378 werden mehrerer Mühlen ohne nähere Beschreibung erwähnt. 1405 erscheint ein Verweis auf eine Mul in der Weydrice und im Pressburger städtischen Rechnungsbuch taucht eine Mul pey Selendorff auf. Eine Karte aus dem Jahr 1734 zeigt alle neun Mühlen ohne nähere Benennung als kleine Festungen. Auch der Polyhistor Matthias Bel erwähnt einige der Mühlen in seinem Werk Notitia Hungariae. In Karten aus der zweiten Hälfte des 18. Jahrhunderts sind Namen der Besitzer überliefert. 1761 wurde auch der erste Teich zur Wasserspeicherung gebaut, der aber dem stürmischen Wetter am 25. Mai 1763 nicht standhielt. Erst 1844 wurden erneut vier Teiche für die Bedürfnisse der modernisierten Mühlen gebaut und bestehen bis heute.
Die Mühlen wurden entgegen der Fließrichtung (d. h. von der Mündung der Vydrica aufwärts) durchnummeriert, je nach Quelle mit römischen oder arabischen Ziffern. Nachfolgend eine Übersicht der Mühlen, die in zeitgenössischen Quellen auch als Landmühlen (in Abgrenzung von den auf dem Wasser stehenden Mühlen) bezeichnet wurden.
1. Landmühle
Die erste Mühle stand direkt an der Mündung der Vydrica in die Donau und wurde 1890 von Enea Grazioso Lanfranconi in eine Villa umgebaut und bestand bis in die 1980er Jahre, zuletzt in der Nachbarschaft des Botanischen Gartens.
2. Landmühle
Am rechten Ufer der Vydrica gelegen, etwa 500 Meter von der Donau entfernt. 1753 als Mola Xenodochialis erwähnt, zu Beginn des 20. Jahrhunderts besaßen die Ursulinen die Anlage. Der Vorgängerbau sollte bereits im 16. Jahrhundert existiert haben. Zwischen 1978 und 1986 wurde das Bauobjekt abgerissen.
3. Landmühle
Etwa 300 Meter oberhalb der 2. Landmühle gelegen, 1753 als Mola Spindleriana verzeichnet. 1940 wurden die verwüsteten Gebäude dem Erdboden gleichgemacht.
4. Landmühle
Ungefähr 1350 Meter von der Donau entfernt, die Mühle war ein gegen Westen geöffnetes U-förmiges dreiflügeliges Gebäude mit eigenen Ackern, Weingärten, Kastanienhain, Garten und zwei Kellern. 1855 trug sie den Namen des Besitzers Ignác Amos. Abgerissen in den 1980er Jahren wegen des Baus der Lafranconi-Brücke.
5. Landmühle
An der heutigen Straße Pri habánskom mlyne gelegen, aus dem Jahr 1768 ist der Name des Besitzers Kloboschitzky überliefert, gegen Hälfte des 19. Jahrhunderts war ein gewisser Schmutzer Besitzer. Vorher besaß die Familie Segner die Mühle und nach einigen Quelle sollte auch der Physiker Johann Andreas Segner das Segnersche Wasserrad in dieser Mühle angewandt haben. 1932 wurden die Wirtschaftsgebäude abgerissen und das Wohngebäude nach einem Projekt des Architekten Emil Belluš umgebaut.
6. Landmühle
Diese Mühle stand im mittleren Teil des Tals und lag fast direkt an der Landstraße von Pressburg Richtung Lamatsch und Mähren. Gegen Hälfte des 18. Jahrhunderts als Mola Jagr verzeichnet. 1870 wurde das Gebäude vom Unternehmer Georg Roth gekauft und in die Patronenfabrik nach einem Umbau eingegliedert.
7. Landmühle
Neben der 1848 erbauten Eisenbahnbrücke über die Vydrica (als Rote Brücke beziehungsweise slowakisch Červený most bekannt) gelegen, besaß im 18. Jahrhundert der Graf Apponyi die Mühle, gefolgt von Prohaska im 19. Jahrhundert. Hier wies die Vydrica das größte Gefälle und durch die zwei in einer Kaskade aufeinander folgende Wasserräder wurde eine hohe Leistung gewährleistet. Diese Mühle wurde im 19. Jahrhundert zu einer Dampfmühle umgebaut und nach 1868 in die Uniformsortenfabrik der Firma Franz Kühmayer integriert, später war dort unter anderem die Gesellschaft Technické sklo angesiedelt. Nach einem weiteren Umbau ist die siebte Mühle denkmalgeschütztes Objekt und Sitz des Denkmalamts der Slowakischen Republik.
8. Landmühle
Die im oberen Tal gelegene Mühle besaß in der zweiten Hälfte des 19. Jahrhunderts ein gewisser Strohofer. 1911 wurde sie vom Pressburger Baumeister Ludwig Gratzl gekauft, der beabsichtigte, dort ein Restaurant zu betreiben. Nach einer partiellen Erneuerung erwarb 1921 Jozef Raban das Gebäude, der in der Mühle in den 1930er Jahren ein Restaurant namens Klepáč eröffnete. Noch in den 1970er Jahren als Wohngebäude benutzt, nach dem Umzug der letzten Mieter verfiel das Gebäude rasch, bis sie zwischen 2006 und 2008 instand gesetzt wurde und als Gaststätte und Ferienlager
9. Landmühle
Die letzte Mühle war im Jahr 1793 Besitz eines gewissen Linde und wurde in den 1840er Jahren umfassend modernisiert. In Betrieb war sie bis 1868. Im frühen 20. Jahrhundert wurde in der Mühle in eine Sommerpension und Restaurant umgewandelt, nach dem Zweiten Weltkrieg befanden sich dort Wohnungen und Büros. Heute ist die Mühle im Privatbesitz.